# Teologia feministyczna
Teologia feministyczna – nurt obecny w wielu religiach, włączając buddyzm, chrześcijaństwo, judaizm i nową myśl, stawiający sobie za cel krytyczną analizę tradycji, praktyk, pism i teologii z perspektywy feministycznej. Cele teologii feministycznej obejmują m.in. zwiększenie roli odgrywanej przez kobiety pośród duchowieństwa i autorytetów religijnych, reinterpretację zdominowanych przez męskość wyobrażeń i języka używanych do opisania Boga, określenie pozycji kobiet w odniesieniu do kariery zawodowej i macierzyństwa, oraz badanie wizerunku kobiet w świętych tekstach religijnych i religiach matriarchalnych.

## Teologia feministyczna w chrześcijaństwie

### Główne założenia
Ze spotkania feminizmu i teologii chrześcijańskiej w latach sześćdziesiątych XIX wieku wyłoniła się teologia feministyczna. U jej źródeł i podstawowych przekonań spoczywa doświadczenie dyskryminacji kobiet, obecne, zdaniem teolożek, również w chrześcijaństwie. Chrześcijaństwo przez wieki stwarzało patriarchalne struktury (w obrębie refleksji teologicznej, nauki, organizacji), wyznaczające kobietom drugorzędne i podporządkowane mężczyznom miejsce, nierespektujące w pełni ich ludzkiej godności i niepozwalające na wypowiadanie się własnym głosem w Kościele. Nurt teologii feministycznej jest również protestem przeciw „zmaskulinizowanej teologii” uprawianej prawie wyłącznie przez mężczyzn (w przeszłości istniał zakaz studiowania i wykładania teologii przez kobiety). Tak więc teologia feministyczna pragnie poprzez refleksję teologiczną nad objawieniem bronić godności kobiet i likwidować wszelkie formy dyskryminacji w Kościele. Feminizm jest tutaj konsekwencją prawdy o równej godności kobiet i mężczyzn, głoszonej przez chrześcijaństwo (Ga 3,28: Nie ma już Żyda ani poganina, nie ma już niewolnika ani człowieka wolnego, nie ma już mężczyzny ani kobiety, wszyscy bowiem jesteście kimś jednym w Chrystusie Jezusie). Feminizm, wedle teolożek, to coś istotnie innego niż emancypacja. Feminizm zakłada emancypację, ale idzie znacznie dalej. Po osiągnięciu tych samych praw, co mężczyźni, i uznaniu równej wartości kobiety nie chcą przejmować panujących w społeczeństwie struktur myślenia i działania. Jeśli emancypacja chce wyzwolić od dyskryminacji i ucisku, to feminizm szuka tego wyzwolenia. Chodzi o nowy sposób wartościowania obowiązujących norm i wartości – dlatego poddaje on krytyce całe społeczeństwo i kulturę, więc i Kościół.

### Feminizm a chrześcijańska teologia feministyczna
Jednym z podstawowych wyzwoleńczych wyznaczników feminizmu jest przekonanie, że to, co osobiste, jest również polityczne, a osobiste pytania kobiet nie są tylko ich prywatnymi pytaniami. Tak więc feministki dążą do tego, by „zbrodnie wobec kobiet” wychodziły z ukrycia prywatnych sfer społeczeństwa, jednocześnie starają się przerwać kobiece milczenie w historii oraz teologii. Simone de Beauvoir, stwierdzając, że kobietą się stajemy, a nie rodzimy ("Druga płeć"), ukierunkowała większość feministycznych (również teolożek feministycznych) badań i polemik wokół zagadnień socjologicznego ukształtowania i definiowania płci kulturowej. Teolożki feministyczne ponadto zajmują się krytyką refleksji teologicznej oraz struktur Kościoła, szukając nowych dróg realizacji kobiecej duchowości w obliczu przemian kulturowych współczesnych społeczeństw.

### Podstawowe nurty
Chrześcijańska teologia feministyczna, mimo że posiada wspólne cele, jednak nie stanowi jednorodnego i zwartego ruchu. Należy więc raczej mówić o teologiach feministycznych. Wśród nich możemy wyróżnić dwa główne nurty: reformistyczny oraz rewolucyjny. Zwolenniczki nurtu rewolucyjnego nie widzą możliwości zmian w obrębie Kościołów chrześcijańskich, więc z nich występują i tworzą refleksję teologiczną poza chrześcijaństwem. Do tej grupy należą: Mary Daly, Naomi Goldenberg, Carol Christ oraz Aliz Dobkin. Teolożki rewolucyjne mają silny wpływ również na nurt reformistyczny ze względu na bogaty dyskurs feministycznych myślicielek. Część z nich na początku mocno związana z Kościołem w późniejszej twórczości porzucała ramy chrześcijaństwa na rzecz nowych ruchów religijnych. Przykładem może być Mary Daly, która najpierw miała nadzieję na reformę Kościoła, później rozstała się z chrześcijaństwem. Jej książka „Beyond God the Father” jest swoistym wezwaniem kobiet do exodusu z Kościołów. Z kolei przedstawicielki nurtu reformistycznego starają się w ramach Kościołów chrześcijańskich rozwijać i upowszechniać myśl feministyczną, oczekując zmiany patriarchalnych struktur oraz przemiany refleksji teologicznej. Teolożki nurtu reformistycznego w źródłach wiary judeochrześcijańskiej widzą potencjał do zmian, które przywrócą godność kobietom i pozwolą im realizować własną duchowość w zmienionym, już niepatriarchalnym obrazie Boga. Nurt reformistyczny reprezentują takie teolożki, jak: Rosemary Radford Ruether, Letty M. Russell, Virginia R. Mollenkott, Elizabeth A. Johnson, Sallie McFague, Catharina Halkes, czy Elżbieta Adamiak.

### Przedstawicielki
- Barbara Becker
- Marga Buhrig
- Mary Daly
- Heide Gottner
- Elizabeth Grössmann
- Catharina Halkes
- Elizabeth A. Johnson
- Virginia R. Mollenkott
- Mercy Oduyoye
- Rosemary Radford Ruether
- Elizabeth Schüssler Fiorenza
- Dorothee Sölle
- Elga Sorge